# Nataša Lovrić
Nataša Lovrić (în sârbă Наташа Ловрић; n. 2 octombrie 2000, Novi Sad, Iugoslavia) este o handbalistă din Serbia care evoluează pe postul de extremă dreapta pentru clubul românesc CS Măgura Cisnădie și echipa națională a Serbiei.

## Palmares
- Liga Europeană:
  - Turul 3: 2023
  - Turul 2: 2022, 2024

- Cupa Europeană:
  - Turul 3: 2021

- Campionatul Serbiei:
  -  Câștigătoare: 2021
  -  Medalie de argint: 2023, 2024
  -  Medalie de bronz: 2022

- Cupa Serbiei:
  -  Câștigătoare: 2021, 2022
  -  Finalistă: 2024
  - Semifinalistă: 2023

- Supercupa Serbiei:
  -  Câștigătoare: 2021
  -  Finalistă: 2022